# تاديوش أندريزييفسكي
تاديوش أندريزييفسكي (1923–1961) كان عالم أثار ومصريات بولندي.

## الحياة
ولد أندريزييفسكي في وودج. بعد مغادرته المدرسة، انضم إلى طاقم المتحف الوطني في وارسو في الأربعينيات من القرن الماضي، وتم تعيينه في منصب في جامعة وارسو في عام 1951.
في عام 1951، أصبح تاديوش أمينًا للبعثة الأثرية البولندية في القاهرة وفي عام 1959، ساعد كازيميرز ميخاووفسكي في حفريات ميرميكي عام 1956، ثم قضى أربع سنوات في تل أتريب (1957-1961) في دلتا النيل.
خلال العام الأخير من وجوده هناك، قام بدراسة مستقلة للعديد من المواقع الأثرية في الدلتا وأعد تقريرًا عنها؛ خلال أعمال الترميم التي قام بها المعهد الأثري البولندي في معبد حتشبسوت في الدير البحري كان مسؤولاً عن العمل النقشي.
كما عينته مصلحة الآثار المصرية لنشر مقبرة رمسيس الثالث، وكانت جميع تقاريره حولها تقريباً قد اكتملت عند وفاته.
شارك أندريزييفسكيأيضًا في بعثة بولندية إلى النوبة في عام 1959 وقام بدراسة وثائقية لـفرس. نشر كتابين باللغة الفرنسية، و23 مقالة، وتاريخًا لمصر القديمة، وكتابًا عن الشعر المصري، وتعليقًا جديدًا على رواية بوليسلاف بروس فرعون، وكتاب أم الموتى بيستونكاي. وكان أندريزييفسكي مهمًا للغاية في الإشراف على نشر الأدب المصري القديم في بولندا بالإضافة إلى تنظيم مجال علم المصريات في بولندا.